# (2178) Kazakhstania
(2178) Kazakhstania – planetoida z pasa głównego asteroid okrążająca Słońce w ciągu 3 lat i 103 dni w średniej odległości 2,21 au. Została odkryta 11 września 1972 roku w Krymskim Obserwatorium Astrofizycznym w Naucznym na Półwyspie Krymskim przez Nikołaja Czernycha. Nazwa planetoidy pochodzi od Kazachstanu, kraju w Azji. Przed nadaniem nazwy planetoida nosiła oznaczenie tymczasowe (2178) 1972 RA2.